# Adelschlag
Adelschlag este o comună din districtul Eichstätt, landul Bavaria, Germania.

## Demografie
Comuna Adelschlag se află pe un platou la sud de valea râului Altmühl și are 2.783 de locuitori (31.07.2007) care se împart pe satele componente după cum urmează:
- Adelschlag 618
- Möckenlohe 588
- Ochsenfeld 712
- Pietenfeld 865